# Begehrliche Spiele
Begehrliche Spiele (Originaltitel: Le grand jeu) ist ein französischer fürs Fernsehen gedrehter Spielfilm aus dem Jahr 2000. Der Film lässt sich dem französischen Erotikgenre zurechnen.

## Handlung
Hervé und Bruno arbeiten in einer Firma, die CD-Roms, Computerspiele und Online-Bücher erstellt. Ihre Frauen Sophie und Laurence vernachlässigen die beiden Männer bedingt durch ihre Arbeit und das Pflegen ihrer Männerfreundschaft. Als ein neues Gesicht in Gestalt von Thomas in der Firma auftaucht laden sie ihn und seine Freundin Lise zu einem Abendessen ein. Im Laufe des Abends erzählt Thomas, dass er ein Buch verfasst habe, das Paaren, die schon lange miteinander verheiratet sind, helfen solle, die Leidenschaft ihrer Beziehung zu wahren oder wiederzufinden, und dass er gerade dabei sei, dieses Buch für eine CD-Rom umzuschreiben. Seine Vorschläge umfassen unter anderem Rollenspiele und dass man alle Fantasien und Wünsche akzeptieren muss. Daher gibt Bruno auch sein Einverständnis als ihm Laurence mitteilt dass sie mit Lise schlafen möchte, seit sie sich beim Abendessen kennengelernt haben hatte sie diesen Wunsch.
Unter Thomas’ Anleitung nähern sich Hervé und Bruno ihren Frauen tatsächlich wieder an, während sie mit ihrem Computerprojekt, einem Spiel über Dinosaurier, nicht weiterkommen. Als sie dem Spiel dann gestohlene Sequenzen aus einem anderen Spiel beifügen, legt Thomas offen, dass er der neue Besitzer der Firma ist, für die Hervé und Bruno arbeiten. Er zieht die Freunde von der Entwicklung des Computerspiels ab und lässt sie stattdessen das Buch verfassen, von dem er ihnen vorgemacht hatte, es verfasst zu haben, was aber nur ausgedacht war.

## Produktion, Hintergrund
Der Film wurde von Shoot Again und M6 Métropole Télévision produziert. Le grand jeu wurde in Frankreich am 8. Oktober 2001  veröffentlicht.
Abgesehen von den lesbischen Szenen haben im Gegensatz zu anderen Filmen dieser Art hier nur Verheiratete Sex miteinander.
 Teile des Soundtracks wurden auch in dem fast gleichzeitig produzierten Film Golden Girl verwendet.

## Kritik
Die Filmzeitschrift Cinema befand sarkastisch „Geile Idee: ein CD-ROM-Laufwerk als Lustquelle…“, um dann drastisch zu verkünden: „Erotikquatsch“ und die indirekte Frage zu stellen: „Werte Franzosen, Ihr könnt’s besser, oder?“
Das Lexikon des Internationalen Films sprach von „sexuellen Fantasien“ und „gegenseitiger Befruchtung“ in einem „Erotikfilm mit High-Tech-Hintergrund“.